# ینی طاهرجال
ینی طاهرجال (به لاتین: Yeni Tahircal) یک منطقه مسکونی در جمهوری آذربایجان است که در شهرستان قوسار واقع شده است. ینی طاهرجال ۴۸۶ نفر جمعیت دارد.